# Zlatý stranický odznak
Zlatý stranický odznak byl speciálním vyznamenáním nacistické strany NSDAP. Byl udělován za zásluhy při budování NSDAP nejvěrnějším členům. Získat jej mohlo navíc pouze prvních sto tisíc členů (tyto odznaky byly zespodu označeny čísly). Existují i speciální verze s datem, místo pořadového čísla. V individuálních případech, dle uvážení Adolfa Hitlera, byly udělovány nehledě na zaběhlá pravidla (tyto odznaky měly zespodu iniciály A.H. a datum konkrétního udělení).[zdroj?]
Pokud číslo neměl, jednalo se o náhradní kus, který si původní nositel zakoupil na své náklady např. po ztrátě a poškození uděleného kusu.
Zlatý stranický odznak byl základní nacistický stranický odznak s přidáním zlatého věnce kolem dokola. Odznak byl udílen ve dvou velikostech: 30 mm pro uniformy a 25 mm pro civilní saka.
Zlatý stranický odznak Adolfa Hitlera měl číslo 1. Hitler sám ho věnoval Magdě Goebbelsové, manželce říšského ministra propagandy Josepha Goebbelse pár hodin před tím, než spáchal sebevraždu ve svém bunkru v Berlíně. Ona sama to nazvala jako „největší poctu, kterou může Němec vůbec dostat“. Byl jí udělen za to, že byla „největší matkou říše“.[zdroj?]
Odznak č. 1 byl ukraden z výstavy trofejí z druhé světové války v Moskvě v roce 2005.  Strážní mysleli, že alarm spustila kočka a umožnili profesionálnímu zloději utéct.
Odznaky vyráběly firmy Joseph Fuess a Deschler & Sohn, sídlící v Mnichově.